# Prehistòria a Itàlia

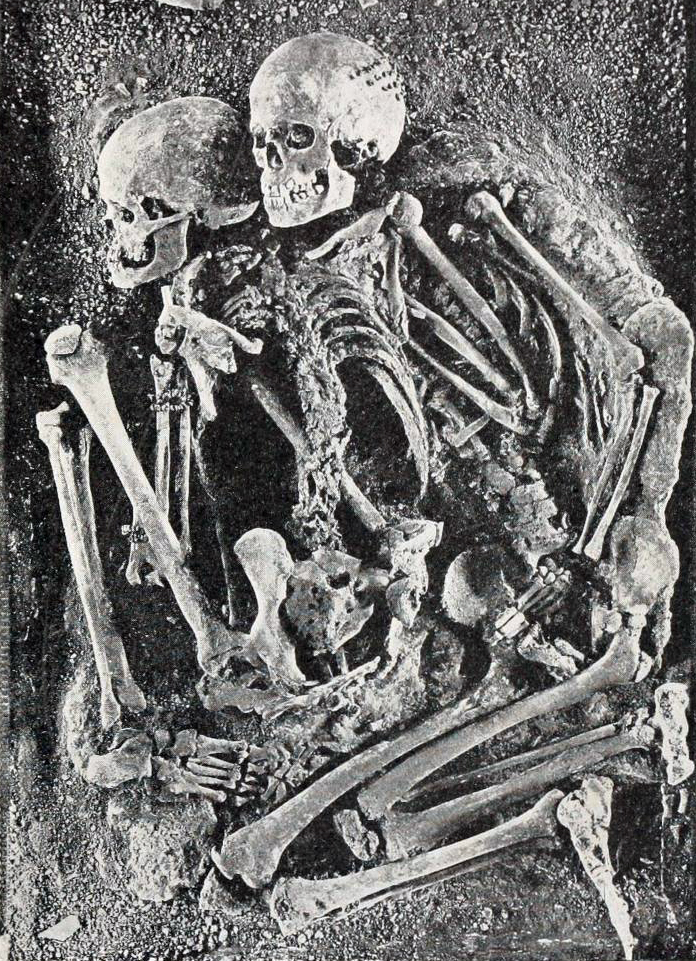
Fòssils de l'humà de Grimaldi, fotografia de 1916

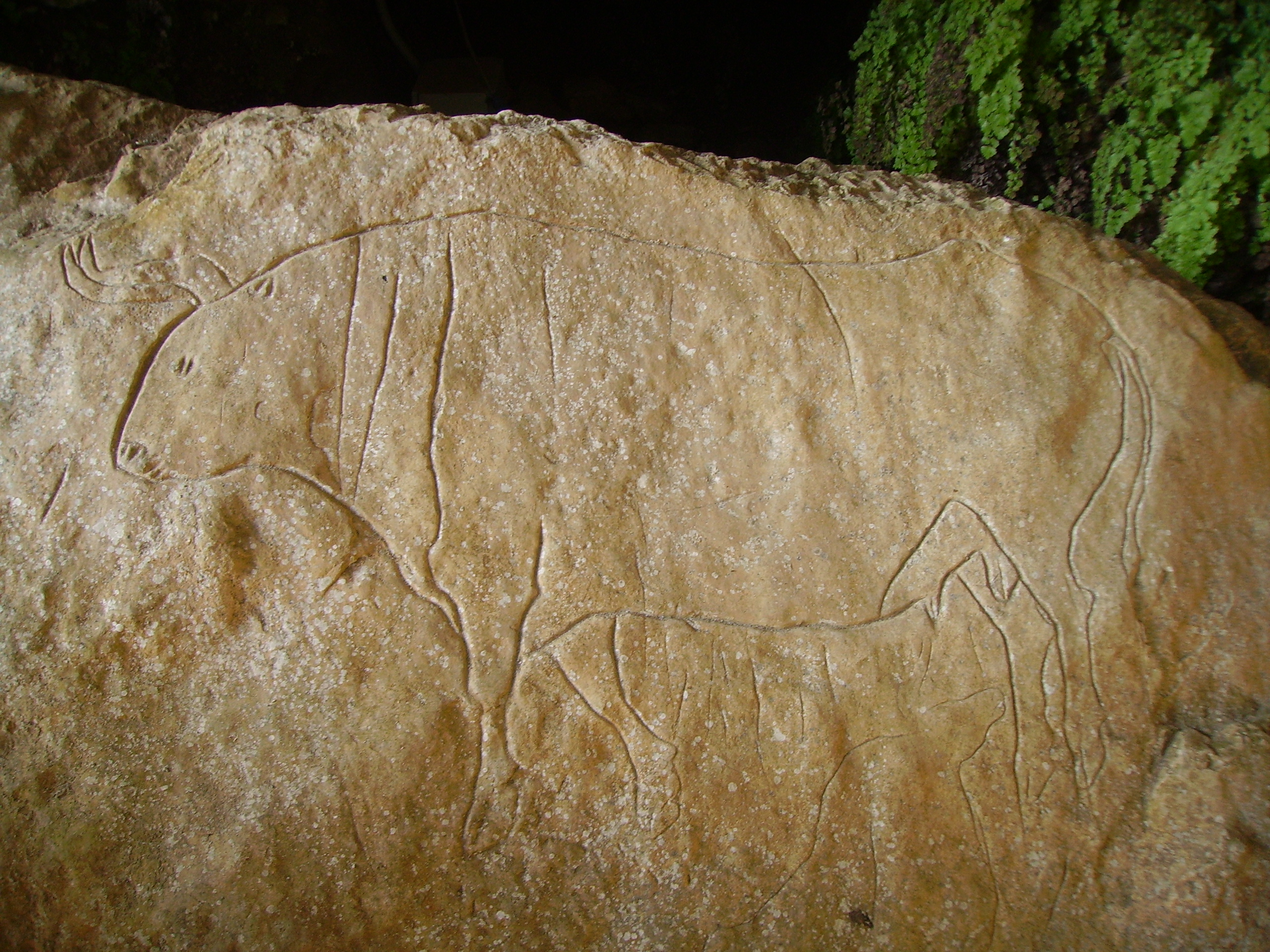
Relleu de la cova Romito, prop de Cosenza, que representa un ur

La prehistòria d'Itàlia o a Itàlia són denominacions del període de la història de l'actual Itàlia que precedeix a l'inici de la història (entesa aquesta com el registre escrit dels esdeveniments del passat). En absència de fonts escrites, són les fonts arqueològiques les que en permeten la reconstrucció.

L'inici de la presència humana en aquest territori pot rastrejar-se fins fa 850.000 anys; mentre que l'inici de la protohistòria s'hi va produir en la primera meitat del I mil·lenni ae, amb la colonització grega de la costa sud i el desenvolupament a l'interior de l'civilització etrusca.

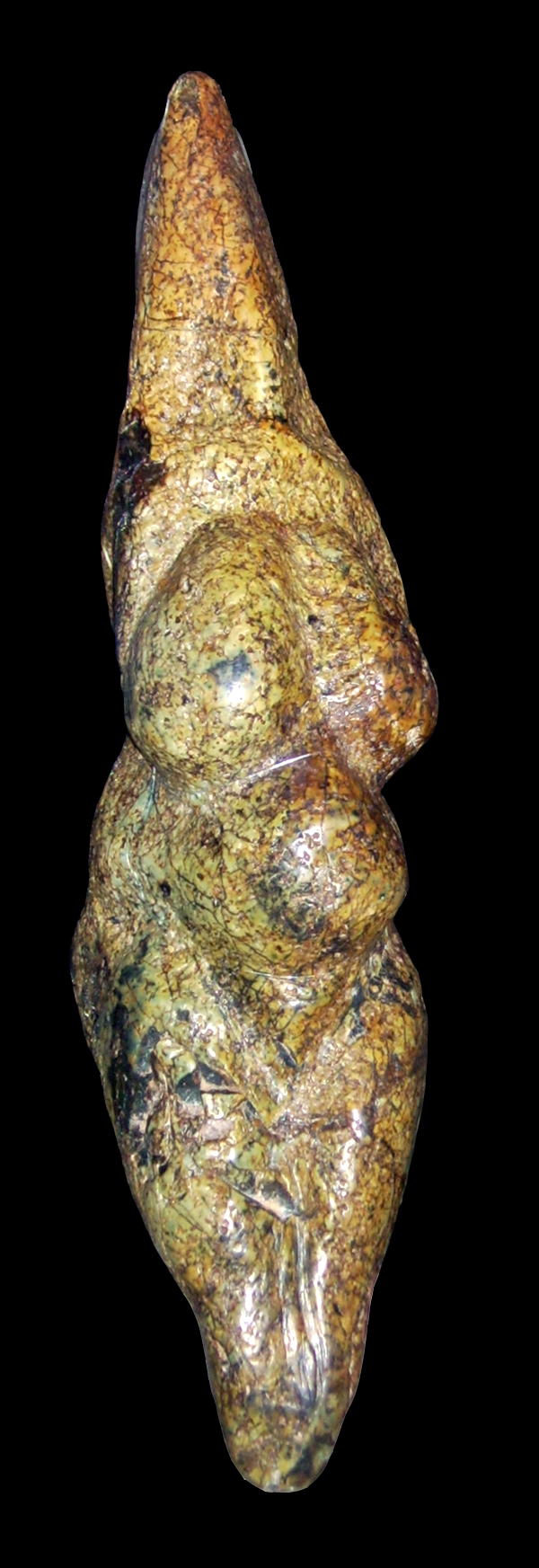
Venus de Savignano

## Paleolític
La geografia de la península Itàlica era molt diferent a l'actual durant les glaciacions: tenia itsmes que la connectaven amb Sicília i Elba, i la mar Adriàtica era molt menuda: començava en l'actual península de Gargano.
Hi ha evidències de presència d'Homo neanderthalensis, des de fa uns 50.000 anys, en uns vint jaciments, com els de Grotta Guattari i Breuil grotto (ambdues a San Felice Circeo, al sud de Roma) i el de Grotta di Fumane (província de Verona).
L'arribada de l'espècie humana actual es testimonia amb un grup de fòssils, dels quals el denominat humà de Grimaldi (Balzi Rossi, Ventimiglia) provocà teories dispars, per les seves diferències tipològiques amb l'humà de Cromagnon, que actualment s'interpreten com variacions compatibles amb la unitat d'espècie d'Homo sapiens arcaic. Al 2011 es va datar en l'Oxford Radiocarbon Accelerator Unit una dent que fins llavors es creia d'un Neanderthal infantil, desenterrat el 1964 a Grotta del Cavallo; s'ha identificat com d'humà modern i deu tenir una antiguitat entre 43.000 i 45.000 anys, la qual cosa fa que siga el més antic localitzat a Europa.

## Epipaleolític i mesolític
El final de l'última glaciació en l'era actual (holocé, fa uns 12.000 anys) va provocar una disminució dels animals grossos que constituïen una part important de l'alimentació humana, i per això els humans hagueren de canviar de forma de vida; es localitzen per a aquesta època jaciments en zones costaneres, on seria més accessible un altre tipus d'alimentació.

## Neolític

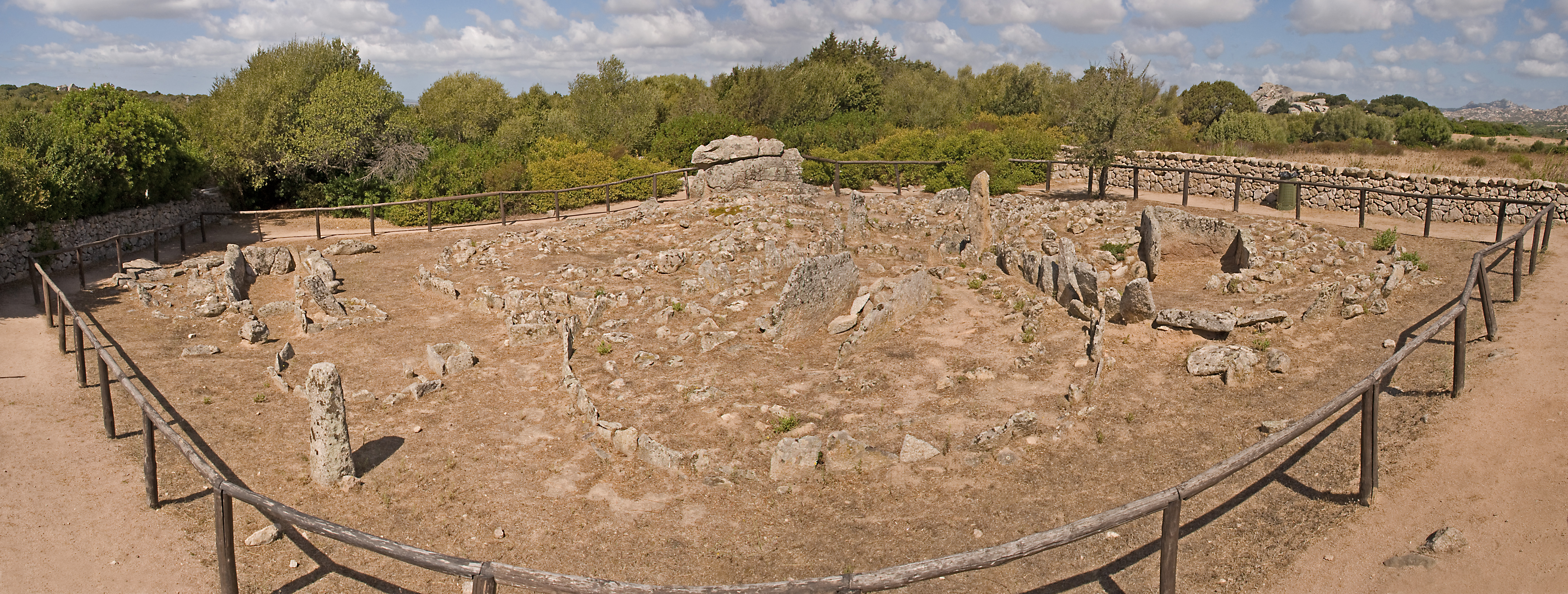
Tombes circulars de Li Muri a Arzachena, un dels jaciments megalítics més antics a Itàlia

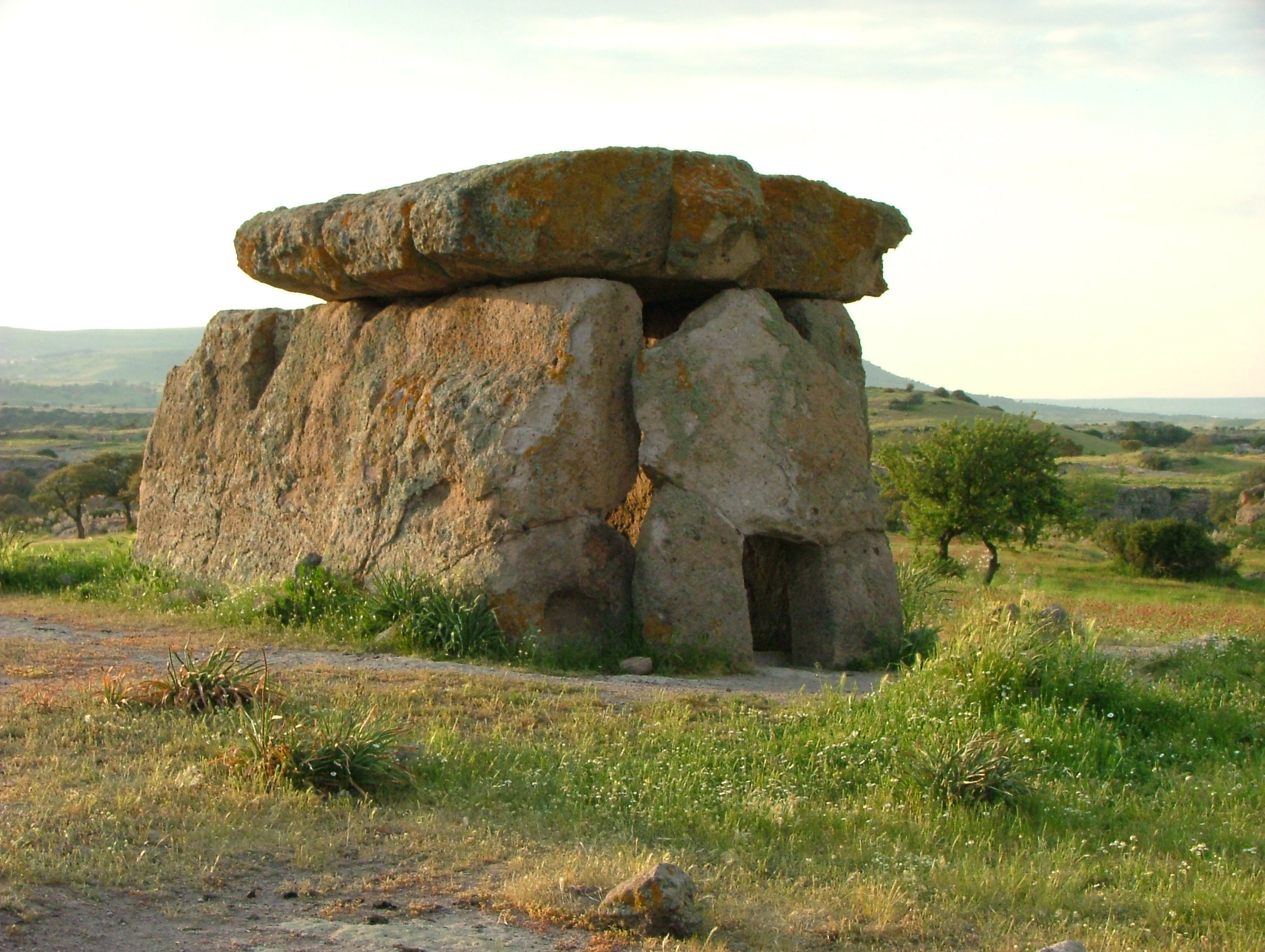
Dolmen de Sa Coveccada, a Sardenya

El neolític es detecta per l'aparició de la ceràmica cardial (que també es denomina "impresa" per haver-se produït amb la impressió d'altres objectes i no sols amb la petxina de Cardium edulis).
La impresa es troba en tota la península, fins a la costa lígur, i se'n diferencia de la cardial occidental, que s'estén des de Provença fins a la península Ibèrica i el nord d'Àfrica.
Des del Neolític final es desenvolupa el megalitisme (un fenomen cultural comú a Europa occidental) a la vall d'Aosta i l'illa de Sardenya. Ja en l'edat del bronze, es construïren estructures megalítiques al Laci, Pulla i l'illa de Sicília.

## Calcolític
Amb els noms de cultura de Remedello, cultura de Rinaldone i cultura de Gaudo es denomina les cultures del Neolític final de les actuals regions de Llombardia, Toscana, Laci i Campània. De vegades se les qualifica com eneolítiques, per l'aparició dels primeres utensilis de coure. Cultures eneolítiques són també la cultura Laterza a la Pulla i Basilicata, la cultura Abealzu-Filigosa a Sardenya, la cultura Conelle-Ortucchio als Abruços i Marques, la cultura Serraferlicchio a Sicília i el grup Spilamberto en Emília-Romanya.

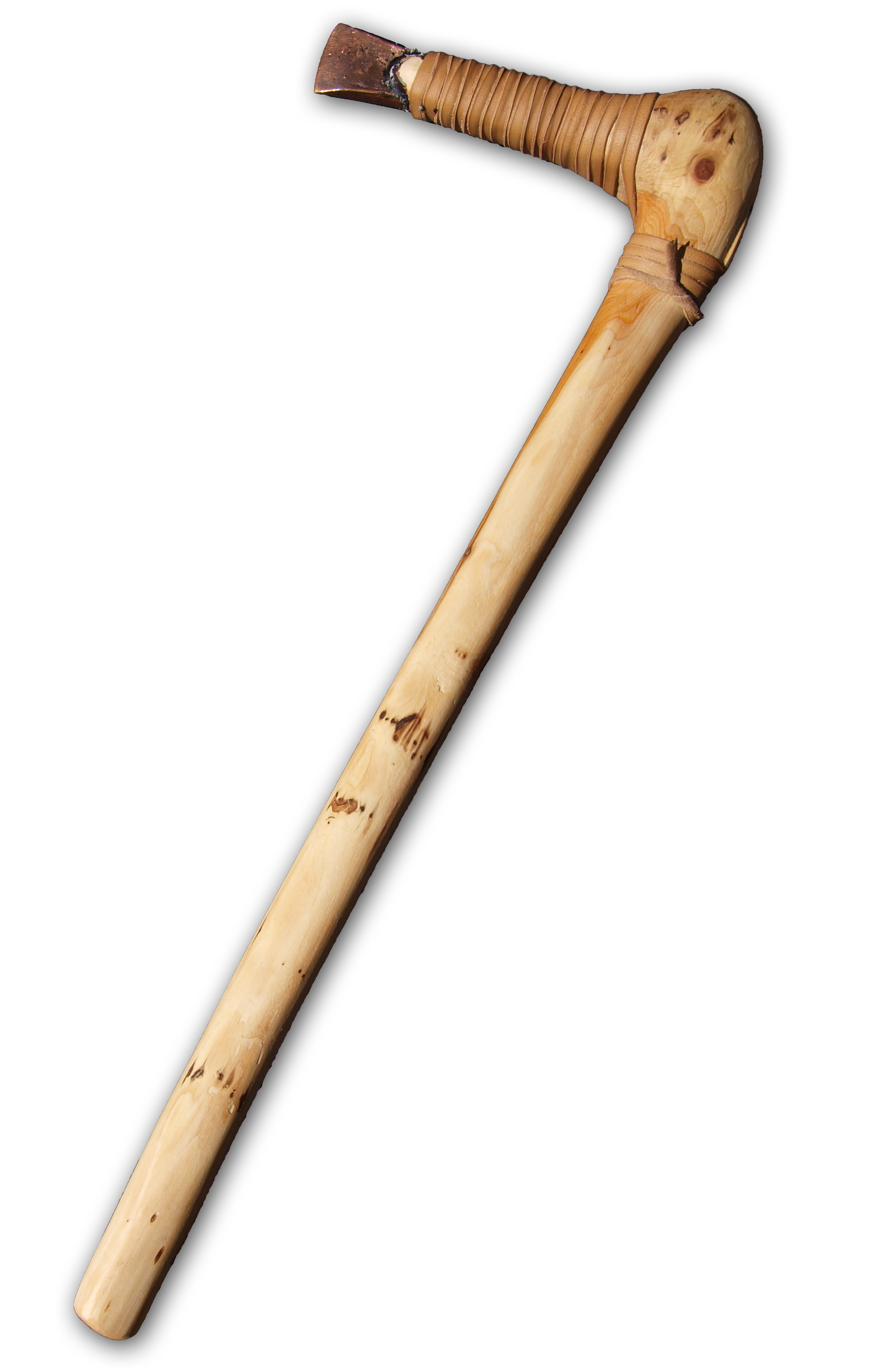
Reconstrucció de la destral de coure d'Ötzi

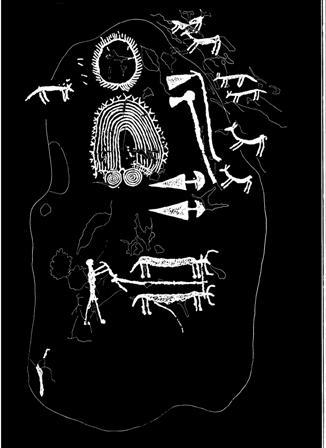
Estàtua estela de Bagnolo, a Brescia, associable a la cultura de Remedello. Les estàtues esteles o estàtues menhir són usuals en el megalitisme

Les estàtues menhir més antigues, que inclouen la representació d'armes, s'aixequen durant aquest període en zones de la Itàlia septentrional, Pulla i Sardenya. Aquesta traducció escultòrica sembla tenir els orígens en l'estepa ponticocaspiana (cultura iamna), i apareix en altres regions més tard, en les edats del bronze i del ferro.
La ceràmica de bandes marca la transició entre l'Eneolític i l'edat del bronze.

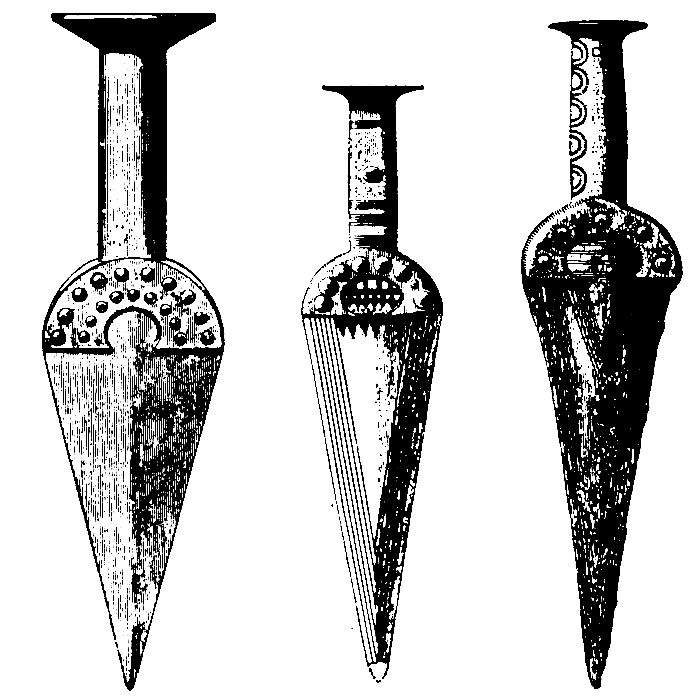
Punyals de l'inici de l'edat del bronze

## Edat del bronze

### Cultura nuràgica

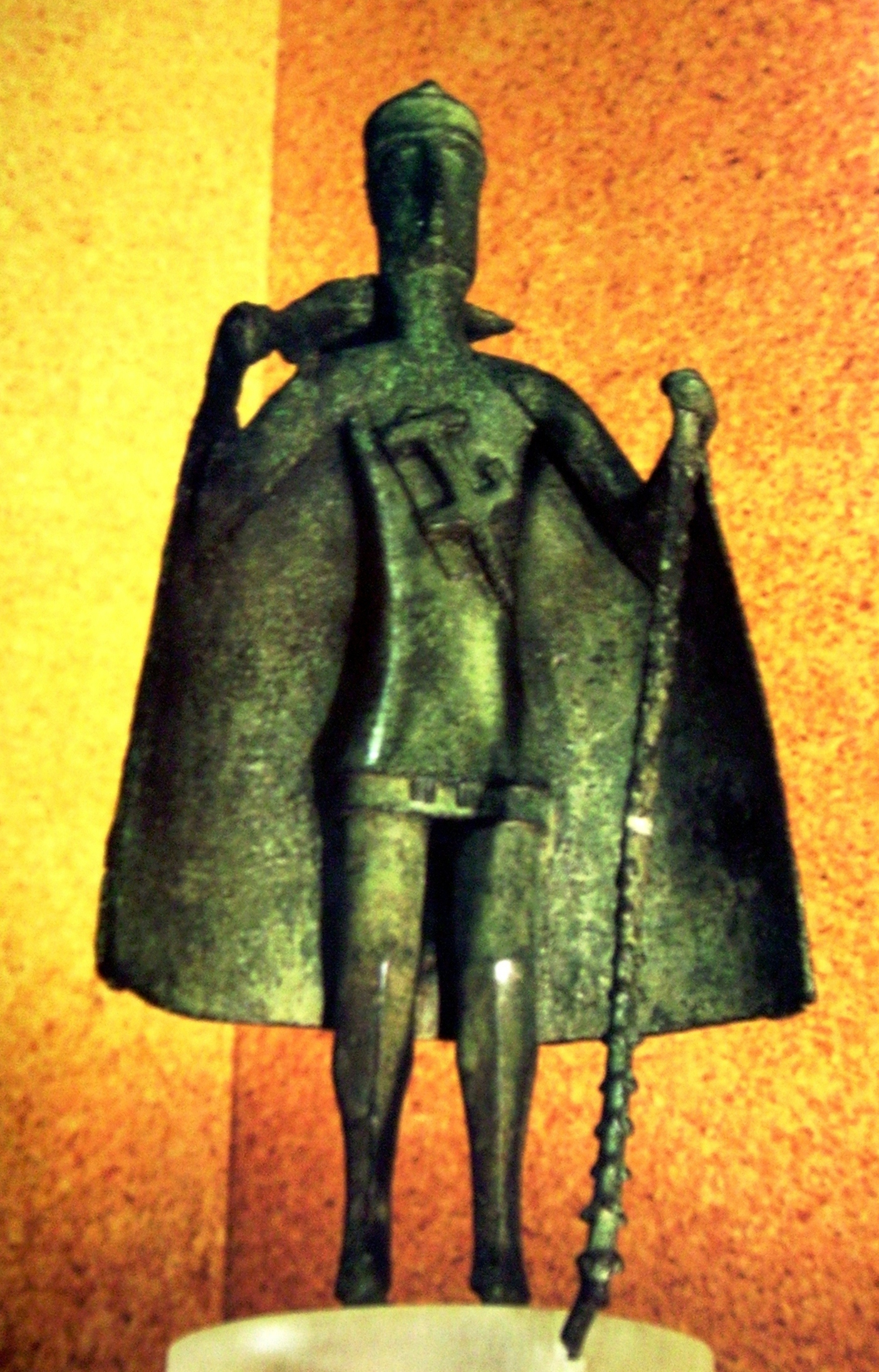
Estatueta de bronze que possiblement representa un cap tribal. Càller, Museu Archeologico Nazionale

Localitzada a Sardenya i al sud de Còrsega (on es denomina cultura torreana), la cultura nuràgica es va desenvolupar del s. XVIII ae al s. II ae, és a dir, fins a la romanització. Evolucionà des de la preexistent cultura megalítica (dòlmens i menhirs). Pren el nom d'unes característiques torres denominades nurag, l'ús de les quals continua sent encara objecte de debat (tombes monumentals, fortaleses, forns metal·lúrgics, presons o temples de culte solar). Els antics sards eren un poble marí i guerrer, que comerciava amb altres pobles mediterranis, com testifiquen troballes exòtiques als nurag, com ambre bàltic, estatuetes de bronze que representen animals africans, armes de la Mediterrània oriental i ceràmica micènica. S'ha proposat identificar-los amb els Sherden, un dels pobles del mar que van desestabilitzar Egipte i altres civilitzacions antigues cap al s. XII ae.
Altres elements originaris de la civilització sarda són els "pous sagrats", potser dedicats a l'aigua sagrada del culte lunar, les "tombes de gegants", estructures semblants al mègaron hel·lènic, i refinades estatuetes, algunes de les quals s'han trobat en tombes etrusques, demostrant la relació existent entre tots dos pobles.

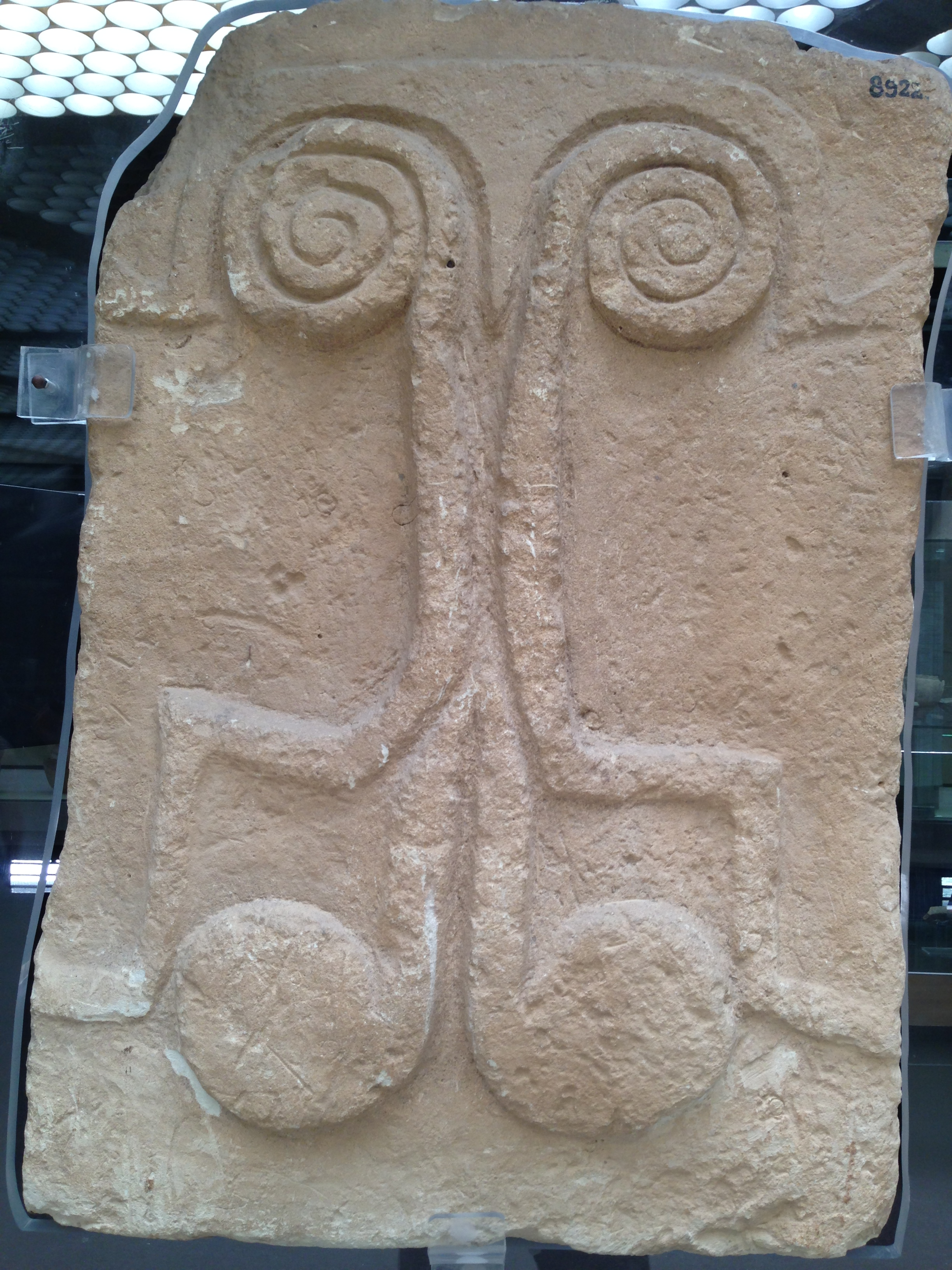
Porta de tomba de la cultura de Castelluccio

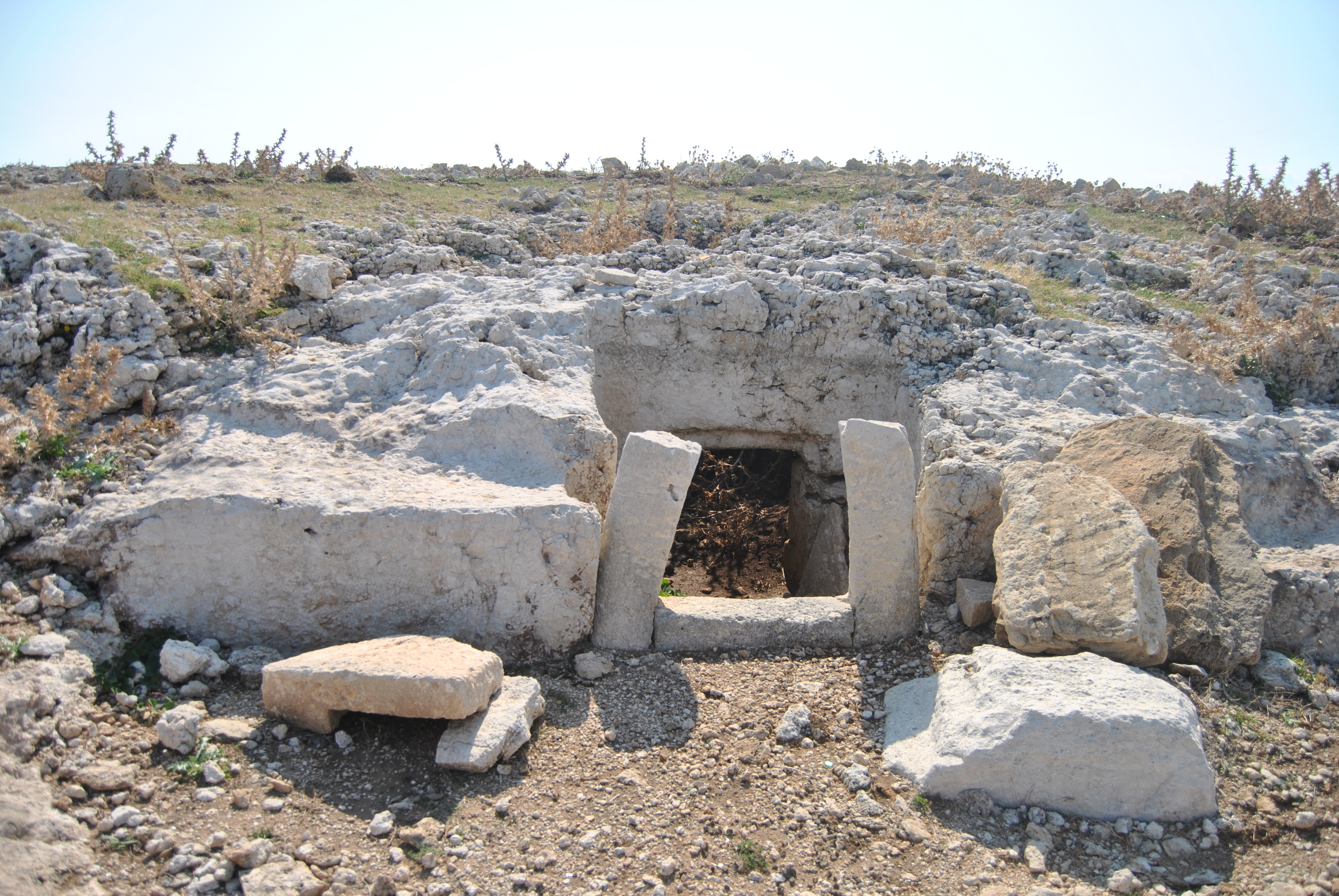
Tomba de Thapsos

### Cultures de Castelluccio i de Thapsos
A Sicília es va desenvolupar la cultura de Castelluccio, en què destaca el jaciment de Tapso o Thapsos (cultura de Thapsos).

### Cultura apenínica
A la Itàlia meridional i central s'estenia la denominada cultura apenínica o dels Apenins durant l'edat del bronze.
El poble d'aquesta cultura era predominantment ramader, i no es limitava a les estribaciones muntanyenques. Va construir assentaments ben defensats en indrets elevats, i construïa campaments temporals en coves i abrics en les seves rutes transhumants entre les pastures d'estiu i d'hivern. S'han trobat mostres de la seua ceràmica al Capitoli de Roma.

### Cultura de les Terramarnes

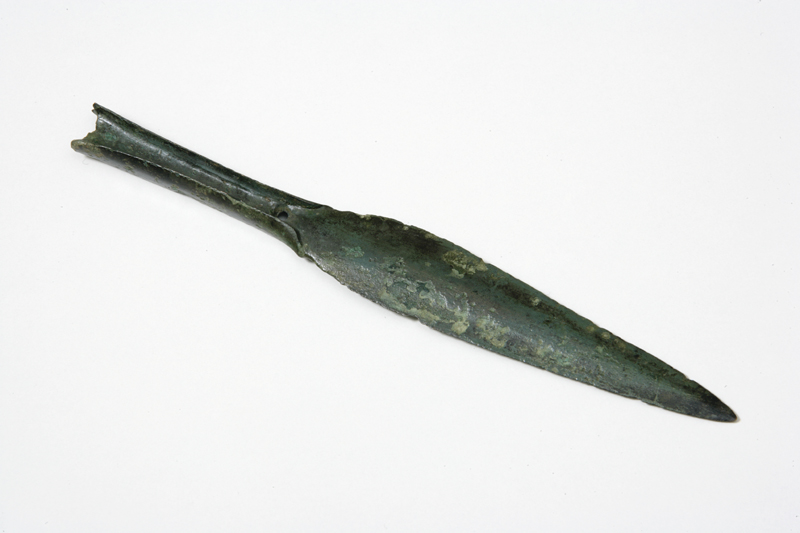
Punyal de la cultura de les Terramarnes

La cultura de les Terramarnes pertany al bronze mitjà i final, entre els s. XVI i XII ae, i es va expandir per l'actual plana Padana, entre Mòdena i Bolonya, al llarg del riu Panaro. Se la identifica amb l'arribada dels primers pobles itàlics. Construïa llogarets fortificats amb cases de fusta de planta quadrada, generalment al costat de cursos d'aigua, amb carrers traçats en angle recte. S'ha suggerit que els assentaments terramarnes de la regió d'Emília actuaren com un centre comercial d'una ruta que connectava l'ambre bàltic i l'estany d'Erzgebirge, a través de Val Camonica i el riu Po, amb Grècia i la Mediterrània oriental. Cap al s. XII ae el sistema de les Terramarnes va decaure, i deixaren els poblats. Es desplaçaren cap al sud, on es van barrejar amb els de la cultura dels Apenins.

### Cultura dels castellieri

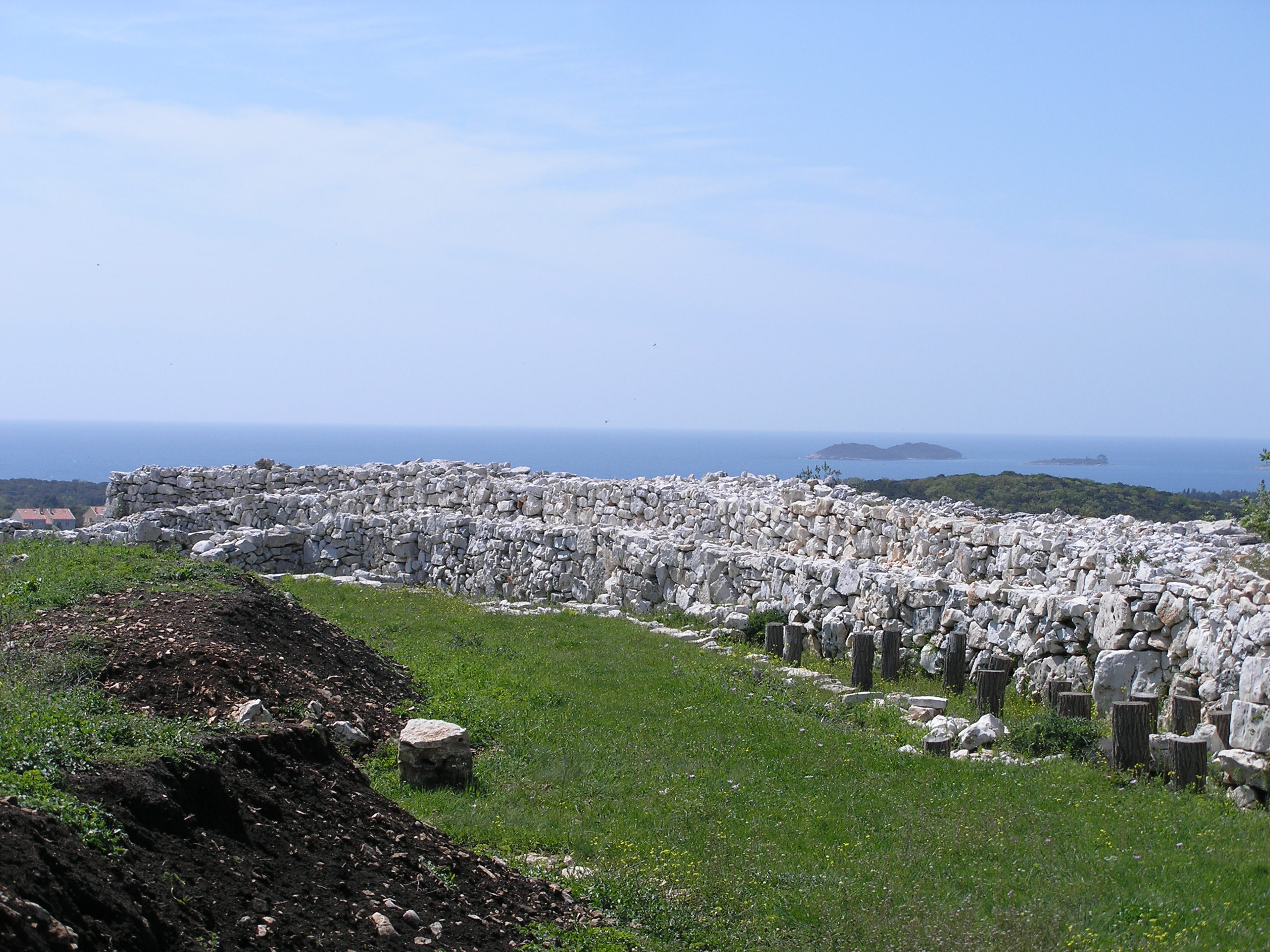
Castelliere de Monkodonja, Croàcia

La cultura dels castellieri es desenvolupà a Ístria en el bronze mitjà, des del s. XV ae, i s'estengué al Friül, Venezia Giulia, Dalmàcia i zones veïnes. Es perllongà durant més d'un mil·lenni fins a la conquesta romana del s. III aC. Pren el nom dels assentaments que la caracteritzen (castellieri -cjastelir en friüles-), fortificats en altures naturals i amb una o diverses muralles concèntriques, de forma circular-el·líptica (a Ístria i Venezia Giulia) o cuadrangular (al Friül).
L'etnicitat del poble d'aquesta cultura és incerta, tot i que sembla que eren preindoeuropeus, i haurien arribat a la zona des del mar (el seu possible origen il·líric no està demostrat). Els primers castellieri s'identifiquen amb el megalitisme micènic.

### Cultura de Canegrate
La cultura de Canegrate s'expandí des del bronze mitjà (s. XIII ae) fins a l'edat del ferro a la plana Padana, a l'oest de Llombardia, l'est del Piemont i Ticí. Pren el nom de la ciutat de Canegrate, on es van trobar cinquanta tombes amb ceràmiques i objectes metàl·lics. La terracota de Canegrate és molt semblant a la que en la mateixa època es realitzava al nord dels Alps. El poble d'aquesta cultura sembla guerrer, i va descendir a la plana Padana des dels Alps suïssos i el Ticí.

## Edat del Ferro

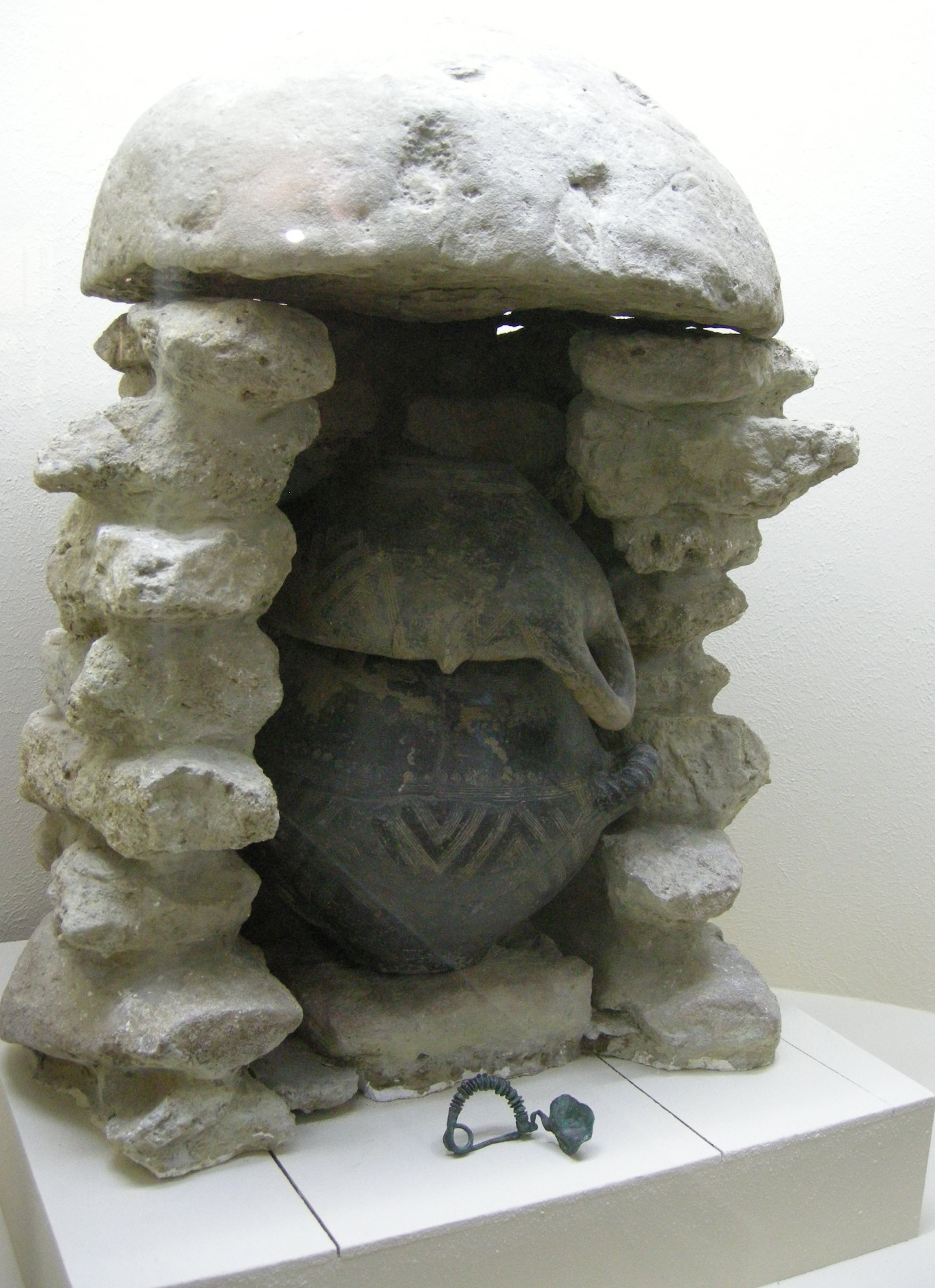
Tomba vilanoviana del s. IX ae (Museu Guarnacci, Volterra)

### Cultura de Vilanova
Deu el seu nom a una localitat de la franzione Castenaso de Bolomoa, on l'arqueòleg Giovanni Gozzadini va descobrir una necròpoli al 1853-1856.
Amb gran similitud amb els protovilanovians, es caracteritzen per les sepultures d'incineració, en què les cendres es dipositen en urnes bicòniques. Eren inicialment un poble agrícola amb un sistema social senzill. Després s'hi introduïren artesanies sofisticades (metal·lúrgia, ceràmica), i s'hi detectà estratificació social i acumulació de riqueses.

### Cultura de Golasecca

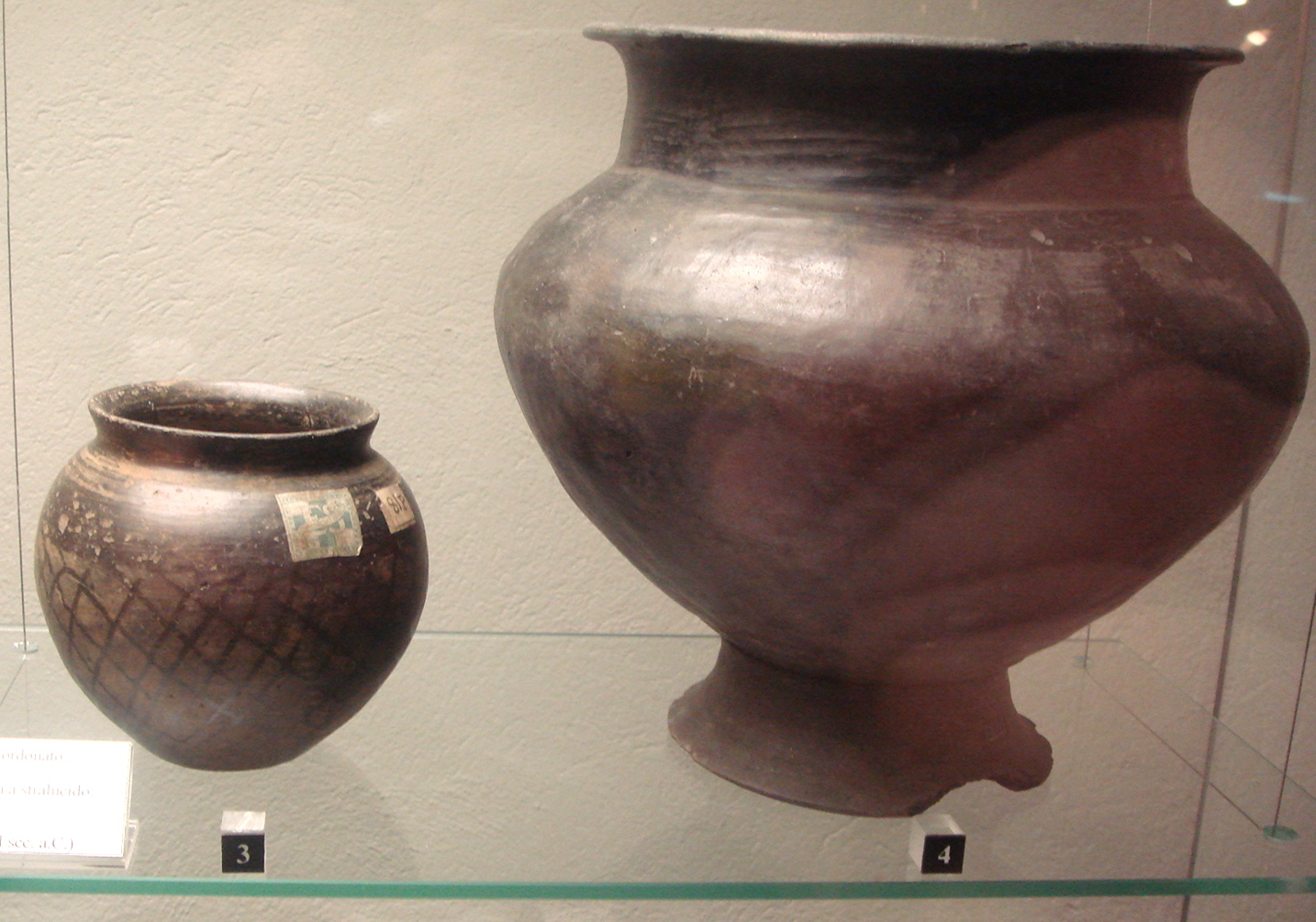
Ceràmica Golasecca

La cultura de Golasecca es va desenvolupar entre el s. IX i el IV ae al nord de la plana del Po. Pren el nom de la localitat de Golasecca, on l'abat Giovanni Battista Giani excavà al s. XIX els primers jaciments (mig centenar de tombes amb ceràmica i objectes metàl·lics). Ocupa un espai de 20 quilòmetres quadrats al sud dels Alps, entre els rius Po, Sesia i Serio.
Els seus orígens deriven de la cultura de Canegrate i de la denominada cultura protoGolasecca (s. XII al X ae). Les excavacions han demostrat la continuïtat d'aquesta cultura després de la invasió dels gals (ca. 390-380 ae). El poble portador d'aquesta cultura desenvolupà el comerç amb els etruscs i la cultura de Hallstat, fins i tot va comerciar amb productes procedents de l'espai grec (oli, vi, bronze i ceràmica) i del nord d'Europa (estany i ambre).
En una tomba Golasecca trobada a Pombia s'ha trobat la més antiga mostra de cervesa de llúpol.

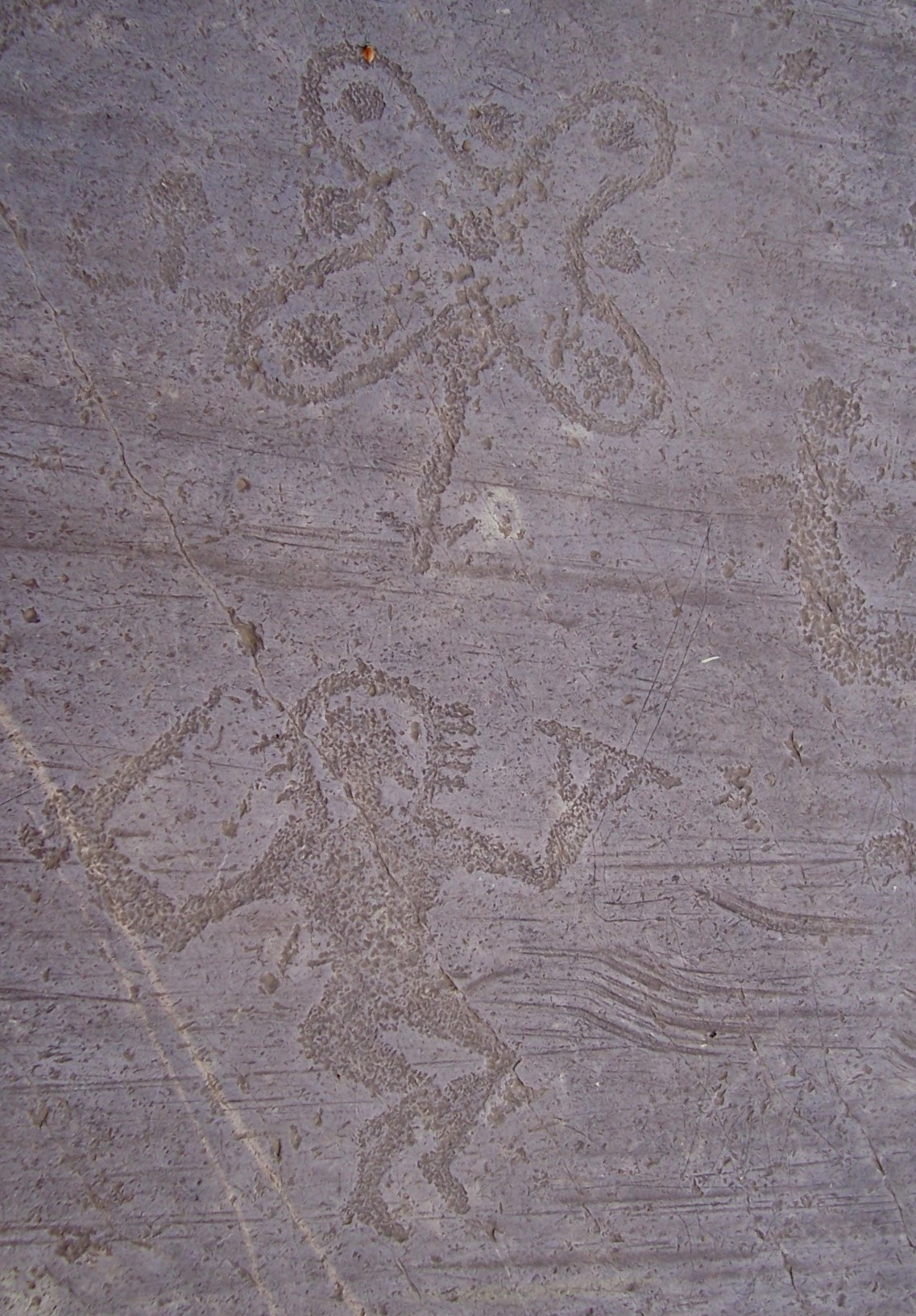
Petròglifs de Valcamonica

### Camuni
Els camuni són un antic poble d'incert origen (euganei segons Plini el Vell, retios segons Estrabó), que vivien a Valcamonica, al nord de Llombardia, zona amb presència de grups caçadors, ramaders i agricultors des del Neolític fins a l'edat del ferro. Prova de la seua importància és l'existència de nombrosos forns de ferro a Valcamonica. La importància històrica de la zona es deu sobretot als tres-cents mil petròglifs que daten des del Paleolític fins a l'edat mitjana.

## Període preromà

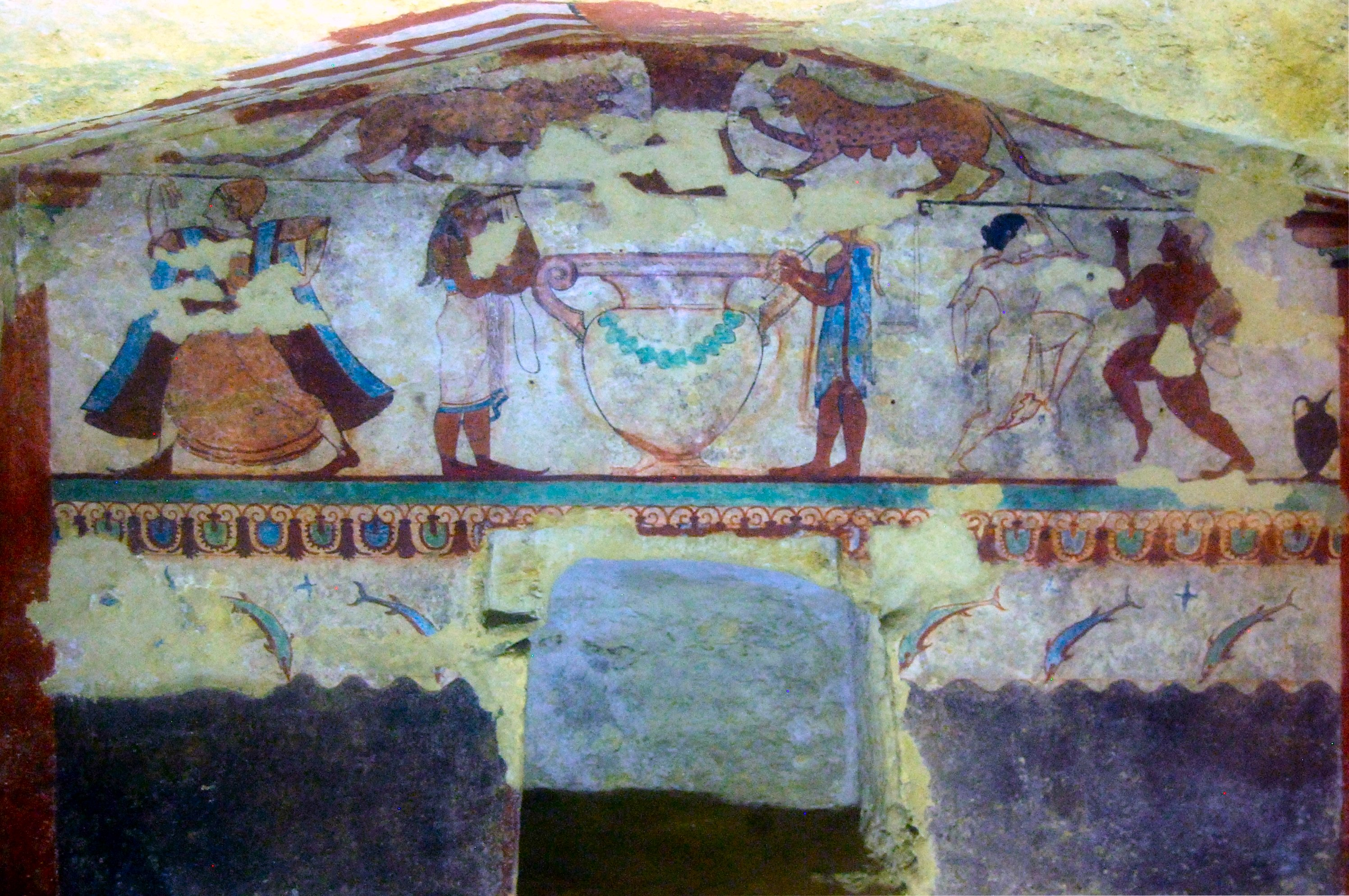
Fresc etrusc de Tarquínia

Els lígurs eren un poble indoeuropeu del nord d'Itàlia (actual Ligúria, sud del Piemont i costa mediterrània occitana). Els vènets (nord-est d'Itàlia) probablement procedien d'Il·líria, encara que recents estudis proposen un origen a Àsia Menor.
Al centre de la península s'establiren els etruscs, poble preindoeuropeu d'incert origen, que va utilitzar l'escriptura (alfabet etrusc), per la qual cosa és ja una civilització històrica.
La resta dels pobles de la zona eren d'origen indoeuropeu: umbres, llatins, sabins, volscs, faliscs, eques. Més al sud els picentins, samnites, molis, daunis, messapis i peuquetis (formant la confederació apúlia), lucans i brucis. A Sicília sicels, elimians i sículs. A Sardenya continuaven els nuràgics. De tots ells, a part dels llatins de Roma (que acabaren imposant-se no sols entre els pobles itàlics, sinó en tota la Mediterrània), tingueren més èxit els samnites, que crearen una gran federació als Apenins centrals, i s'enfrontaren amb èxit als romans en les guerres samnites.
En la Itàlia meridional la colonització fenícia i, sobretot, la grega, molt pregona entre els s. VIII i III ae, va conformar una zona de gran desenvolupament cultural denominada Magna Grècia.